# Carex bathiei
Espèce
Classification phylogénétique
Carex bathiei est une espèce de plantes du genre Carex et de la famille des Cyperaceae. Endémique de Madagascar, elle pousse dans les rocailles ombragées et humides. Elle est dédiée à Henri Perrier de La Bâthie, qui la découvrit en 1908.